# UTair Aviation

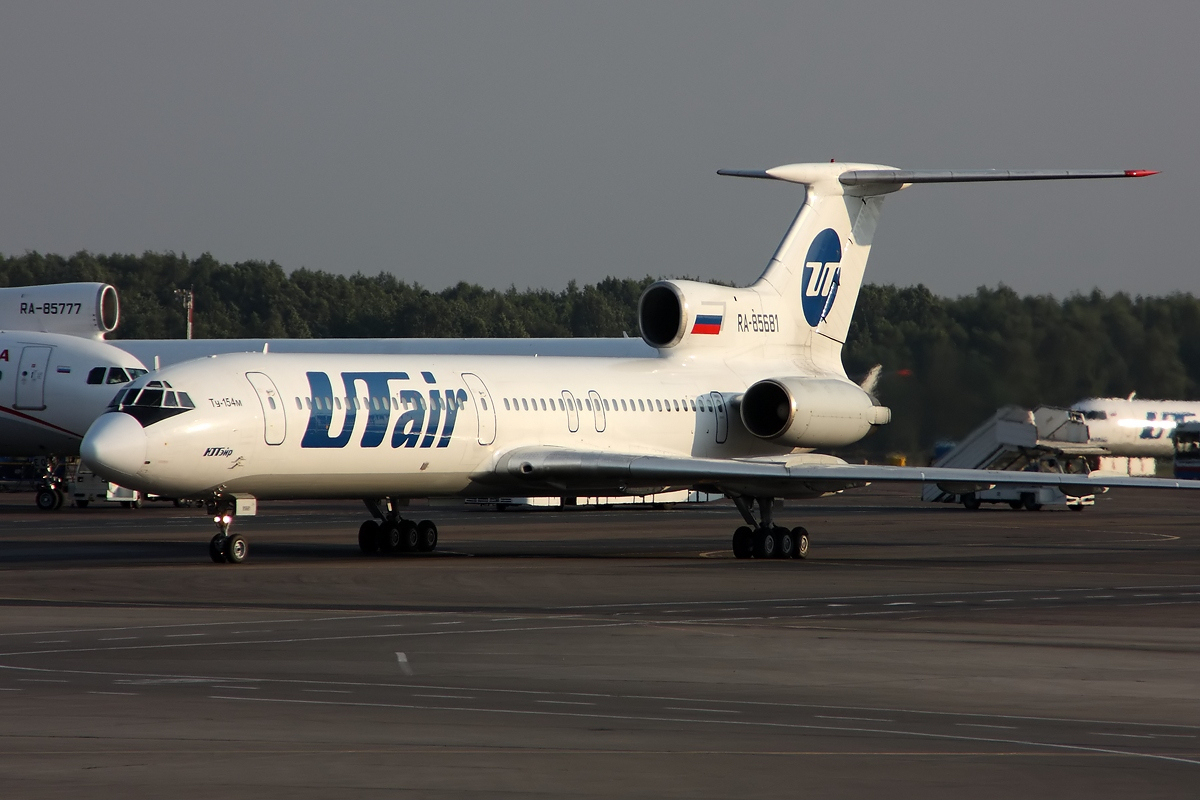
Do 2014 roku samoloty Tu-154M stanowiły trzon floty linii UTair Aviation

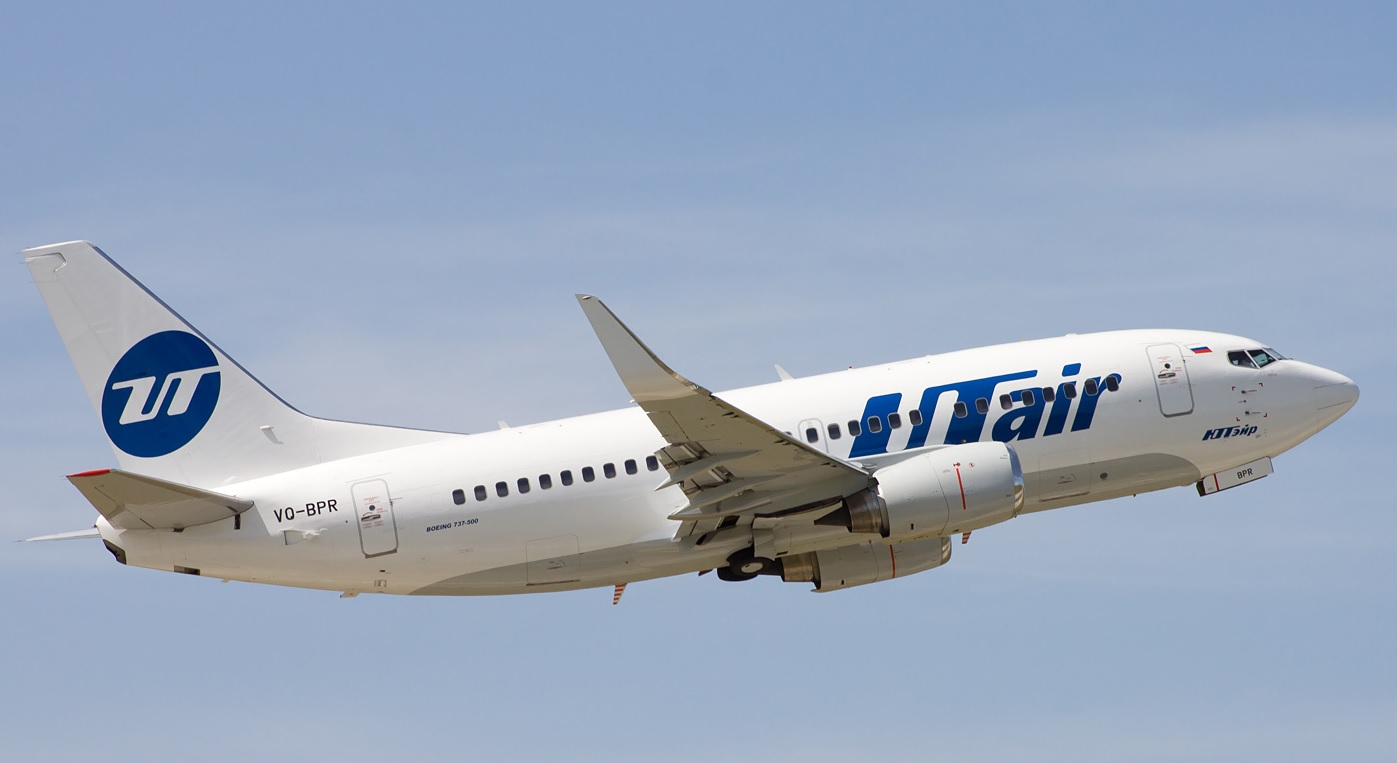
Boeing 737-500 linii UTair Aviation

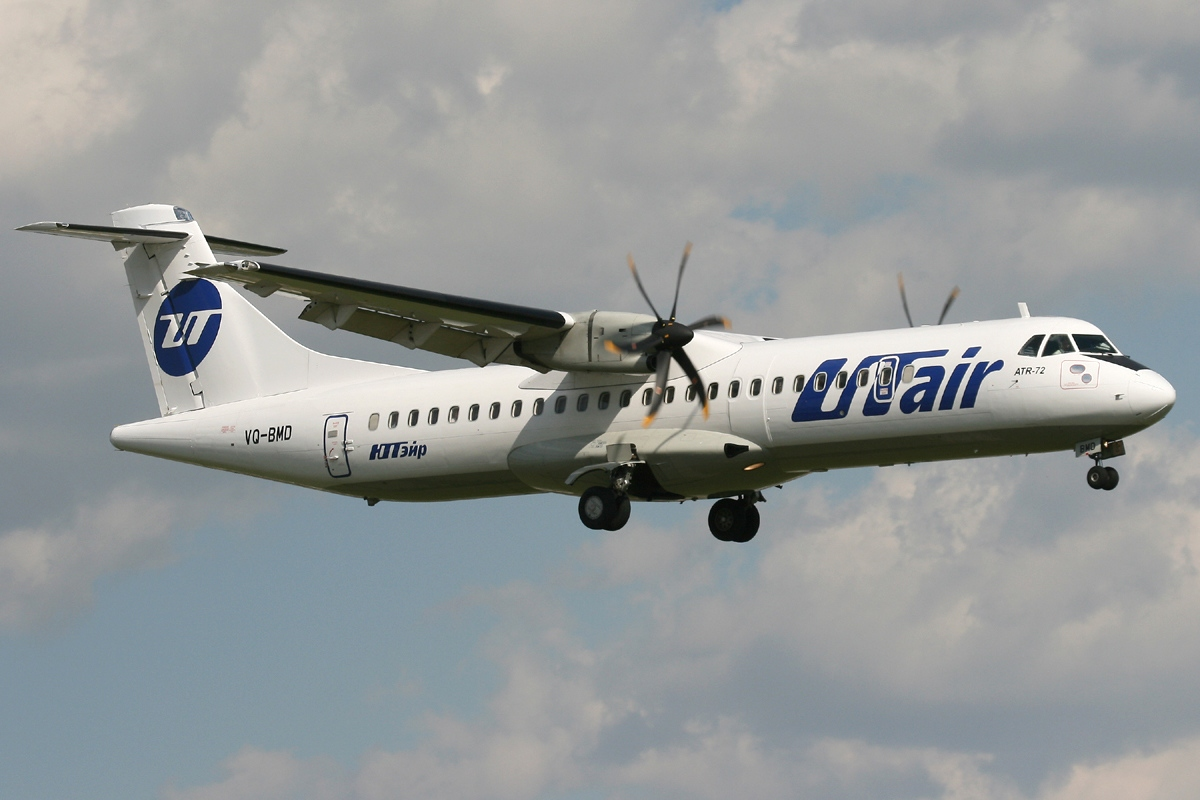
ATR 72-500 linii UTair Aviation

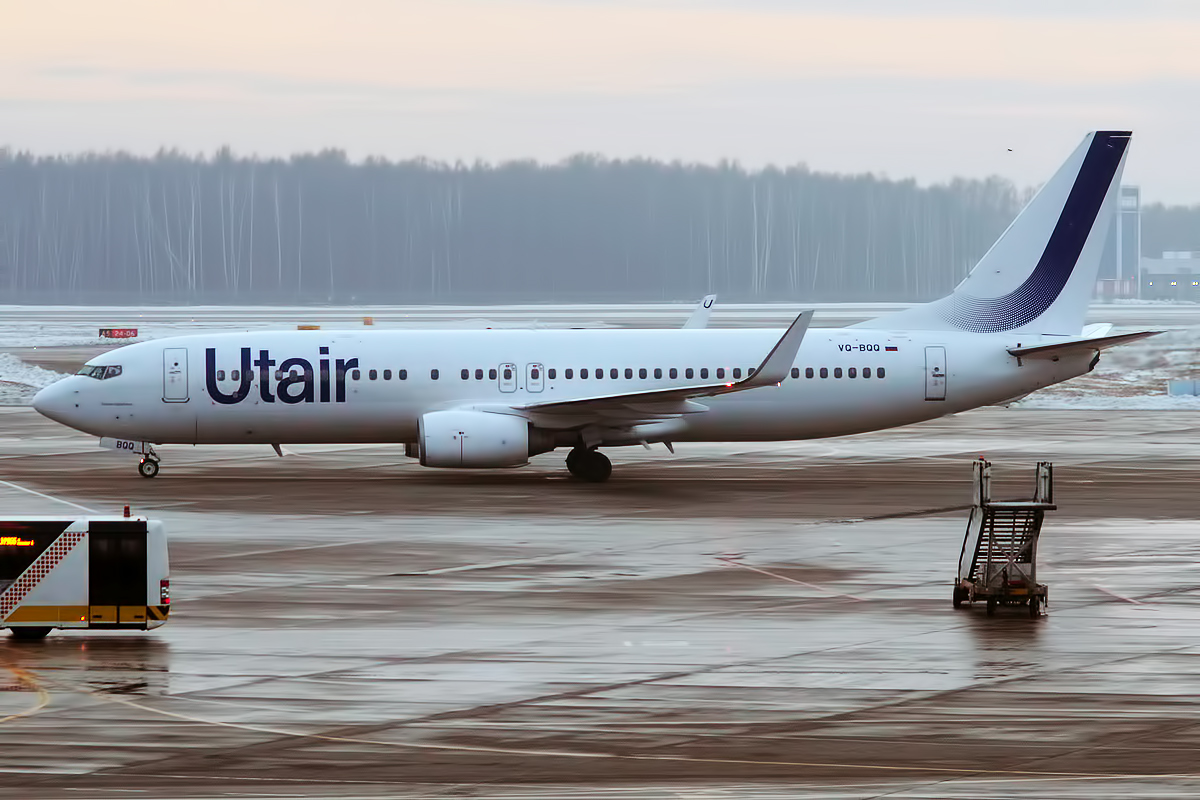
Boeing 737-800 w najnowszym malowaniu przewoźnika

UTair Aviation – rosyjska linia lotnicza z siedzibą w Chanty-Mansyjsku. Linie obsługują połączenia krajowe oraz międzynarodowe. Przewoźnik świadczy również usługi helikopterowe. UTair jest także zaangażowany w pomocne działania dla ONZ. Główną bazą lotniczą jest Port lotniczy Tiumeń.

## Kierunki lotów

### Azja
- Armenia
  - Erywań – Port lotniczy Erywań
- Azerbejdżan
  - Baku – Port lotniczy Baku
  - Gandża – Port lotniczy Gandża
  - Nachiczewan – Port lotniczy Nachiczewan
- Izrael
  - Tel Awiw-Jafa – Port lotniczy Tel Awiw-Ben Gurion
- Kirgistan
  - Biszkek – Port lotniczy Biszkek
- Tadżykistan
  - Chodżent – Port lotniczy Chodżent
- Tajlandia
  - Pattaya – Port lotniczy U-Tapao

### Europa
- Litwa
  - Wilno – Port lotniczy Wilno
- Łotwa
  - Ryga – Port lotniczy Ryga
- Mołdawia
  - Kiszyniów – Port lotniczy Kiszyniów
- Niemcy
  - Hanower – Port lotniczy Hanower
  - Monachium – Port lotniczy Monachium

- Rosja
  - Anapa – Port lotniczy Anapa
  - Archangielsk – Port lotniczy Archangielsk
  - Astrachań – Port lotniczy Astrachań-Narimanowo
  - Barnauł – Port lotniczy Barnauł
  - Biełgorod – Port lotniczy Biełgorod
  - Berezowo
  - Bijsk – Port lotniczy Bijsk
  - Chanty-Mansyjsk – Port lotniczy Chanty-Mansyjsk węzeł
  - Czeboksary – Port lotniczy Czeboksary
  - Gelendżyk – Port lotniczy Gelendżyk
  - Igarka
  - Igrim
  - Irkuck – Port lotniczy Irkuck
  - Królewiec – Port lotniczy Kaliningrad
  - Krasnodar – Port lotniczy Krasnodar
  - Krasnojarsk – Port lotniczy Krasnojarsk
  - Kazań – Port lotniczy Kazań
  - Kogalym – Port lotniczy Kogalym
  - Magnitogorsk – Port lotniczy Magnitogorsk
  - Machaczkała
  - Mineralne Wody – Port lotniczy Mineralne Wody
  - Moskwa
    - Port lotniczy Domodiedowo
    - Port lotniczy Wnukowo węzeł

  - Murmańsk -- Port lotniczy Murmańsk
  - Nadym – Port lotniczy Nadym
  - Niagań
  - Niżniekamsk
  - Niżniewartowsk – Port lotniczy Niżniewartowsk
  - Niżny Nowogród – Port lotniczy Niżny Nowogród
  - Nojabrsk – Port lotniczy Nojabrsk węzeł
  - Nowy Urengoj – Port lotniczy Nowy Urengoj
  - Nowosybirsk – Port lotniczy Nowosybirsk-Tołmaczowo
  - Omsk – Port lotniczy Omsk
  - Peczora (miasto)
  - Rostów nad Donem – Port lotniczy Rostów nad Donem
  - Petersburg – Port lotniczy Petersburg-Pułkowo
  - Samara – Port lotniczy Samara
  - Soczi – Port lotniczy Soczi-Adler węzeł
  - Sowietskij
  - Surgut – Port lotniczy Surgut węzeł
  - Syktywkar
  - Tiumeń – Port lotniczy Tiumeń węzeł
  - Tomsk – Port lotniczy Tomsk
  - Ufa – Port lotniczy Ufa
  - Uchta
  - Uraj
  - Usinsk
  - Wołgograd – Port lotniczy Wołgograd
  - Workuta
  - Jekaterynburg – Port lotniczy Jekaterynburg

- Turcja
  - Antalya – Port lotniczy Antalya
- Ukraina
  - Charków – Port lotniczy Charków-Osnowa
  - Donieck – Port lotniczy Donieck
  - Kijów – Port lotniczy Kijów-Boryspol
  - Lwów – Port lotniczy Lwów
  - Ługańsk – Port lotniczy Ługańsk
  - Symferopol – Port lotniczy Symferopol

## Wypadki lotnicze
- 17 marca 2007 – Lot UTair 471. Tu-134 rozbił się podczas lądowania na lotnisku w Samarze. Zginęło 7 osób, a 26 zostało rannych.
- 2 lipca 2008 – Helikopter UTair rozbił się w regionie jamalskim zabijając 9 osób. 7 osób zostało rannych.
- 16 stycznia 2010 – UTair Boeing 737-500 o numerach VQ-BAC, podczas lądowania na lotnisku Wnukowo w Moskwie, samolot wypadł z pasa startowego i został poważnie uszkodzony.
- 2 kwietnia 2012 – Katastrofa lotu UTair 120. Samolot UTair Aviation ATR 72 lecący z Tiumeni do Surgutu rozbił się 40 sekund po starcie z Tiumeni, a następnie stanął w płomieniach. Zginęło 31 osób, przeżyło 12. Jest to jak dotąd największa katastrofa lotnicza w historii linii UTair.
- 4 sierpnia 2018 – 18 osób, w tym 3 członków załogi, zginęło w katastrofie śmigłowca Mi-8 rosyjskiej linii lotniczej na północno-zachodniej Syberii[1][2].
- 9 lutego 2020 – samolot Boeing 737-500 o numerach VQ-BPS, wypełniał lot z Moskwy do Usinska, ale przy lądowaniu złamało się jego podwozie. Nikt z 94 pasażerów ani 6 członków załogi nie zginął[3].